# Hyposada juncturalis
Hyposada juncturalis là một loài bướm đêm trong họ Erebidae.